# Le Leuy
Le Leuy település Franciaországban, Landes megyében. Lakosainak száma 228 fő (2022. január 1.). Le Leuy Aurice, Campagne, Cauna, Lamothe, Meilhan és Souprosse községekkel határos.

## Népesség
A település népességének változása:
| Lakosok száma | 245  | 245  | 231  | 209  | 233  | 242  | 251  | 238  | 231  | 228  |
|               | 1968 | 1982 | 1990 | 2006 | 2013 | 2015 | 2017 | 2019 | 2020 | 2022 |